# Batalla de Corinto (197 a. C.)
La batalla de Corinto ocurrió durante la segunda guerra macedónica en 197 a. C.
La derrota en la batalla de Cinoscéfalas llevó al rey Filipo V a tratar de llegar a un acuerdo de paz con Roma. Mientras tanto, había una situación difícil en la región de Corinto, donde los macedonios tuvieron un enfrentamiento con la Liga Aquea. El comandante en Corinto Andróstenes disponía de una fuerza real macedonia de 6000 hombres (500 macedonios, 800 ilirios, 1200 tracios, 800 cretenses, 1000 beocios, 1000 tesalios, y 700 corintios). En el otro bando el ejército aqueo era comandado por Nicóstrato. Andróstenes confiaba en que su oponente era más débil numéricamente, incluso envío a algunas de sus tropas a saquear las tierras de los aqueos. Ante esta situación Nicóstrato reunió 5000 infantes, y 300 jinetes y atacó el campamento macedonio por sorpresa. Los macedonios habían creado una línea de defensa, pero la mayoría de ellos huyeron del campo de batalla después del repentino ataque aqueo. Los macedonios que se quedaron se defendieron valientemente, pero pronto fueron sobrepasados por las fuerzas aqueas. En la batalla murieron 1500 hombres incluyendo a Andróstenes y 300 fueron hechos prisioneros. El resto de los supervivientes se refugiaron en Corinto.